# The Wonder Years
《The Wonder Years》는 원더걸스의 첫 번째 정규 음반이다. 레트로(retro)를 콘셉트로, 1980년대 음악과 의상을 재현하려고 했다.
이 앨범에는 첫 싱글 《The Wonder Begins》의 곡이 포함되었다. 발매 전 원더걸스의 멤버 소희를 주인공으로 삼은 종이 인형을 서울 시내 곳곳에 배포하여 음반을 홍보하기도 했다.

## 곡 소개

### 〈Tell Me〉
타이틀곡 〈Tell Me〉는 1980년대 댄스팝 음악인 스테이시 큐의 〈Two of Hearts〉를 샘플링한 곡이다. 사랑을 고백받은 소녀가 좋아서 어쩔 줄 모르며 사랑한다고 계속 말해달라(Tell Me)는 가사를 담고 있다. 70년대 디스코 춤을 응용하여 따라하기 쉬운 안무가 특징적이다. 수많은 일반인과 연예인들이 이 안무를 따라하여 이같은 현상이 ‘텔미 열풍’, ‘텔미 신드롬’이라고 불릴 정도로 대한민국에서 폭발적인 인기를 끌었다.

### 나머지 곡
후속곡 〈이 바보〉는 자신에게 어서 고백을 하라는 가사를 담은 걸스힙합곡이다.  원더걸스가 가장 처음에 녹음했다고 밝힌 이 곡은, 〈Irony〉와 함께 데뷔곡 후보로까지 올랐으나 당시 소속사에 있던 가수 비의 의견이 반영되어 최종적으로 〈Irony〉가 데뷔곡이 되었다. 뮤직비디오에는 멤버 소희의 출연 영화 《뜨거운 것이 좋아》 영상이 사용되었다.
이 외에 〈가져가〉는 원더걸스 데뷔 1주년을 기념하여 각종 미공개 영상이 뮤직비디오로 제작되었고, 〈I Wanna〉는 연말 시상식 격 프로그램인 SBS 〈가요대전〉에서 일부를 선보였다. 〈Wishing on a Star〉는 JYP Tour 및 MTV 〈원더걸스 시즌3〉 촬영차 미국에 갔을 때 뮤직비디오가 제작되었다.

## 수록곡
| #             | 제목                                          | 작사                      | 작곡                                            | 재생 시간 |
| ------------- | --------------------------------------------- | ------------------------- | ----------------------------------------------- | --------- |
| 1.            | I Wanna                                       | J.Y. Park "The Asiansoul" | J.Y. Park "The Asiansoul"                       | 3:45      |
| 2.            | 이 바보                                       | J.Y. Park "The Asiansoul" | J.Y. Park "The Asiansoul"                       | 3:48      |
| 3.            | Tell Me (Sampling from "Two of Hearts")       | J.Y. Park "The Asiansoul" | J.Y. Park "The Asiansoul"", Mitchell John Dixon | 3:36      |
| 4.            | Friend                                        | 권태은, 서의범            | 권태은, 서의범                                  | 4:00      |
| 5.            | Headache                                      | 권태은                    | 권태은, 장준호                                  | 3:31      |
| 6.            | 뭐 어때                                       | Brian Kim                 | Brian Kim                                       | 4:03      |
| 7.            | Wishing on a Star                             | 박채원                    | 류형섭                                          | 3:56      |
| 8.            | Move (Feat. 이민우 for MRISING Entertainment) | 이민우                    | 이민우                                          | 3:29      |
| 9.            | 가져가                                        | J.Y. Park "The Asiansoul" | J.Y. Park "The Asiansoul", 권태은               | 3:44      |
| 10.           | Good Bye                                      | J.Y. Park "The Asiansoul" | J.Y. Park "The Asiansoul"                       | 3:31      |
| 11.           | Bad Boy                                       | J.Y. Park "The Asiansoul" | J.Y. Park "The Asiansoul", 방시혁               | 3:10      |
| 12.           | 미안한 마음                                   | J.Y. Park "The Asiansoul" | J.Y. Park "The Asiansoul"                       | 4:00      |
| 13.           | Irony                                         | J.Y. Park "The Asiansoul" | J.Y. Park "The Asiansoul"                       | 4:04      |
| 총 재생 시간: | 총 재생 시간:                                 | 총 재생 시간:             | 총 재생 시간:                                   | 49:37     |

## 판매량
| 기준       | 판매량 | 누적 판매량 | 순위 |
| ---------- | ------ | ----------- | ---- |
| 2007년 9월 | 9,201  | 9,201       | 7    |
| 10월       | 9,037  | 18,238      | 17   |
| 11월       | 12,207 | 30,445      | 10   |
| 12월       | 17,482 | 47,927      | 5    |
| 2008년 1월 | 10,602 | 58,529      | 4    |
| 2월        | 4,698  | 63,227      | 9    |
| 3월        | 3,182  | 66,409      | 17   |
| 4월        | 1,545  | 67,954      | 42   |
| 5월        | 1,491  | 69,445      | 30   |
| 6월        | 1,244  | 70,689      | 35   |
| 7월        | 1,141  | 71,830      | 50   |
| 8월        | 993    | 72,823      | 47   |
| 누적       | 72,823 | 72,823      | -    |